# Seznam českých držitelů profilicence UEFA
Certifikát profi licence UEFA opravňuje fotbalové trenéry k vedení národních reprezentací a zahraničních fotbalových klubů. Toto je seznam českých držitelů této licence.
- Miroslav Beránek
- Milan Bokša
- Karel Brückner
- Mário Buzek
- František Cipro
- Josef Csaplár
- Dušan Fitzel
- Jaroslav Hřebík
- Jozef Chovanec
- Jozef Jarabinský
- František Komňacký
- Ivan Kopecký
- Jiří Kotrba
- Vítězslav Lavička
- Verner Lička
- Milan Máčala
- Vlastislav Mareček
- Jiří Nevrlý
- Josef Pešice
- Vlastimil Petržela
- František Straka
- Zdeněk Ščasný
- Ladislav Škorpil
- Pavel Tobiáš
- Dušan Uhrin starší
- Petr Uličný
- Ivo Gregovský
- Karel Večeřa
- Pavel Vrba
- Tchuř Daniel
- Majer Aleš
- Frank K. Ludolph
- Plachý Antonín
- Lupescu Ioan
- Růžička Lukáš
- Kohout Jiří
- Drsek Pavel
- Tichai Jindřich
- Červenka Bronislav
- Papoušek Petr
- Holeňák Miroslav
- Zbončák Martin
- Vozábal Martin
- Prášil Ondřej
- Ondra Jaroslav
- Horejš David
- Holoubek David
- Kučera Roman
- Pilný Bohuslav
- Kordula Michal
- Hyský Martin
- Žilák Jiří
- Janda Ondřej